# Peter Holm (1889-1966)
 Der er flere personer med dette navn, se Peter Holm.
Peter Holm (født 27. august 1889 i Ingerslev, Tiset Sogn, død 20. august 1966 i Ringkøbing) var en dansk maler.
Peter Holm har malet landskaber, portrætter og figurbilleder. Han opholdt sig i meget af sin tid i Midt- og Vestjylland. Han boede i en årrække i Hasselager ved Århus, men flyttede til Ringkøbing omkring 1950.

## Ekstern henvisning
- Peter Holm på Kunstindeks Danmark/Weilbachs Kunstnerleksikon